# Königskeil

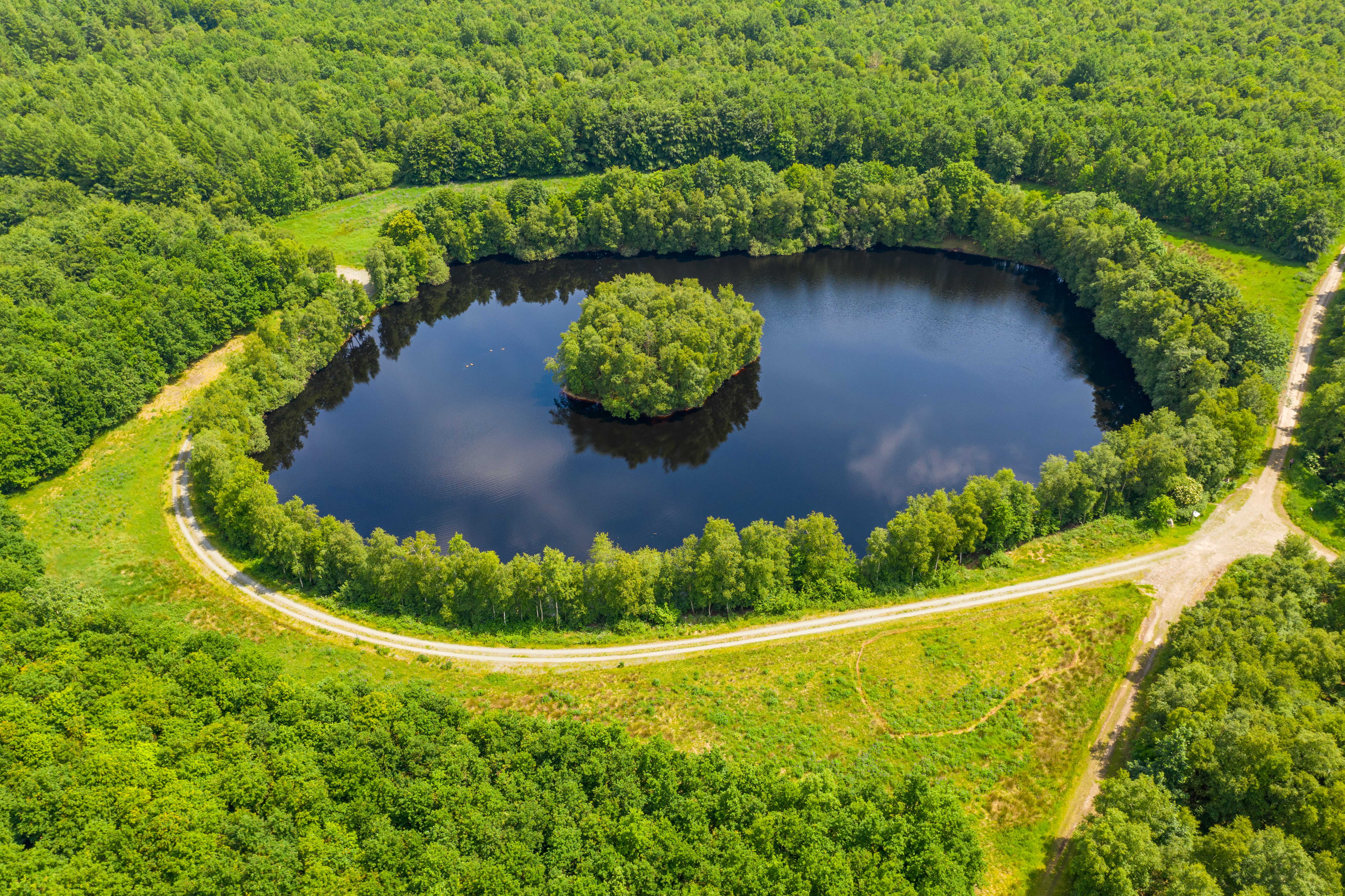
See im Königskeil. Das Gewässer ging aus einer Baugrube hervor, mit der Ton und Lehm für die Waldwege gewonnen wurden.

Der Königskeil ist ein zur Gemeinde Großheide gehörendes Gebiet in Ostfriesland. Seinen Namen erhielt es durch seine besondere Form. Das Gemeindegebiet ragt hier keilförmig nach Westen. Der Namensbestandteil Königs- deutet darauf hin, dass es sich um früheres fiskalisches, also königliches Land handelt. Auf dem Areal wurde bis 2013 Torfabbau betrieben. Teile des Geländes werden seit 1974 aufgeforstet. Der dabei entstandene, heute etwa 3,5 Quadratkilometer große Wald ist vollständig Teil des Landschaftsschutzgebietes Berumerfehner – Meerhusener Moor. Er gehört zu den Niedersächsischen Landesforsten und wird von der Auricher Revierförsterei Meerhusen im Forstamt Neuenburg betreut.

## Geschichte
Mit dem Urbarmachungsedikt von 1765 nahm Friedrich II. Ödländer, Heiden und Moore für sich in Besitz. In einem 1794 geschlossenen Vertrag verpachtete Friedrich Wilhelm II. die Moorflächen auf dem Gebiet des heutigen Berumerfehns nebst den Wilden (neuniederdeutsch wilde „ein Stück wild, wüst und unkultiviert [oder unangebaut] liegendes Land“) an die Norder Fehngesellschaft. Um die genauen Grenzen dieses Gebietes kam es zu einem langen Rechtsstreit, der 1875 mit einem Vergleich endete. Der preußische Staat hatte die umstrittenen Wilden inzwischen anderweitig vergeben, so dass die Norder Fehngesellschaft zum Ausgleich den 37,500 ha großen Königskeil (ostfriesisches Platt: Königskiel) sowie eine in der Nähe liegende sogenannte Vergrößerungsfläche erhielt. Diese Fläche musste die Gesellschaft 1920 an den Staat verkaufen, der sie danach an die Ackerbaugesellschaft in Berlin zum Torfabbau verpachtete. Nach dem Zweiten Weltkrieg ging das Gebiet in den Besitz des Landes Niedersachsen über.
Der südliche Teil wurde seit 1974 aufgeforstet. Auf den nach dem Torfabbau brach liegenden Flächen hatte zuvor kein Wald gestanden. Eine Rückentwicklung zum Moor wurde verworfen, da die Torfschichten zur Moosbildung weitestgehend abgetragen waren und die Fläche zum Torfabbau entwässert worden war. In Teilbereichen hatten sich dort bereits Birke, Heide und Weiden ausgebreitet. Das restliche Areal wurde bis in eine Tiefe von etwa 2,20 Metern durchpflügt, um den Boden für die geplante Aufforstung aufzubereiten. Es entstand eine Mischung aus Moor- und darunter liegendem Sandboden, auf dem Stieleiche, Winterlinde, Buche, Lärche und Küstentanne angepflanzt wurden. Eine inmitten des Areals angelegte Baggergrube lieferte Ton und Lehm für die neuen Waldwege. Heute ist der so entstandene Wald etwa 3,5 Quadratkilometer groß.
Die Aurich-Wiesmoor-Torfvertriebs GmbH war im nördlichen Bereich des Königskeil bis zum Jahr 2013 im Torfabbau tätig. Im Anschluss wurden alle Einrichtungen zurückgebaut. Die Abbaubereiche wurden auf einer Resttorfmächtigkeit von mindestens 50 cm wiedervernässt und renaturiert. Auf vielen der ehemaligen Abbauflächen hat sich inzwischen ein Torfmooswachstum eingestellt.